# Puchar Europy Mistrzów Klubowych (1975/1976)
XXI Puchar Europy Mistrzów Klubowych 1975/1976

(ang. European Champion Clubs’ Cup)

## I runda
| SL Benfica – Fenerbahçe SK 7:0 i 0:1 1 17.09 1975 1:0 Sheu 22, 2:0 Nene 33, 3:0 Nene 43, 4:0 Jordāo 60, 5:0 Nene 72, 6:0 Jordāo 75, 7:0 Jordāo 84 2 01.10 1975 0:1 Engin 75 (mecz w Izmirze)                                                                          |
| Borussia Mönchengladbach – SSW Innsbruck 1:1 i 6:1 1 17.09 1975 0:1 Welzl 43, 1:1 Simonsen 83k 2 01.10 1975 0:1 Bjerg Flindt 23, 1:1 Stielike 44, 2:1 Simonsen 63, 3:1 Heynckes 64, 4:1 Heynckes 68, 5:1 Heynckes 75, 6:1 Heynckes 88                                 |
| Kjøbenhavns Boldklub – AS Saint-Étienne 0:2 i 1:3 1 17.09 1975 0:1 P.Revelli 52, 0:2 Larque 71 2 01.10 1975 0:1 Rocheteau 7, 0:2 P.Revelli 32, 1:2 B.Petersen 49, 1:3 Larque 85                                                                                       |
| CSKA Sofia – Juventus F.C. 2:1 i 0:2 1 16.09 1975 0:1 Anastasi 40, 1:1 Denew 80, 2:1 Maraszlijew 89 2 01.10 1975 0:1 Furino 39, 0:2 Anastasi 52 |
| Floriana FC – Hajduk Split 0:5 i 0:3 1 17.09 1975 0:1 Żungul 15, 0:2 Buljan 50, 0:3 Šurjak 53, 0:4 Żungul 61, 0:5 Żungul 78 (mecz w Gzirze) 2 01.10 1975 0:1 Buljan 26, 0:2 Šalov 72, 0:3 Dżordżević 86                                                               |
| Jeunesse Esch – Bayern Monachium 0:5 i 1:3 1 17.09 1975 0:1 Zobel 29, 0:2 Zobel 35, 0:3 Schuster 63, 0:4 K.H.Rummenigge 69, 0:5 K.H.Rummenigge 78 (mecz w Luksemburgu) 2 01.10 1975 0:1 Schuster 30, 0:2 Schuster 83, 1:2 Zwally 86, 1:3 Schuster 88                  |
| Linfield Belfast – PSV Eindhoven 1:2 i 0:8 1 17.09 1975 0:1 R.van de Kerkhof 3, 0:2 Ekström 15, 1:2 P.Malone 35 2 01.10 1975 0:1 Lubse 12, 0:2 Lubse 30, 0:3 Dahlqvist 36, 0:4 W.van de Kerkhof 39, 0:5 van der Kuylen 41, 0:6 Edström 59, 0:7 Deacy 70, 0:8 Deacy 83 |
| Malmö FF – 1. FC Magdeburg 2:1 i 1:2 (dog), karne 2:1 1 17.09 1975 1:0 Cervin 15, 1:1 Hoffmann 50, 2:1 Bo Larsson 57k 2 01.10 1975 0:1 Hoffmann 30, 1:1 C.Andersson 65, 1:2 Streich 81                                                                                |
| Olympiakos SFP – Dynamo Kijów 2:2 i 0:1 1 17.09 1975 0:1 Kołotow 27, 0:2 Burjak 30, 1:2 Kritikopoulos 35, 2:2 Adiniou 63 (mecz w Salonikach) 2 01.10 1975 0:1 Oniszczenko 66                                                                                          |
| Rangers – Bohemian F.C. 4:1 i 1:1 1 17.09 1975 1:0 Fyfe 19, 1:1 Flanagan 35, 2:1 Burke 38s, 3:1 O’Hara 50, 4:1 Johnstone 63 2 01.10 1975 1:0 Johnstone 37, 1:1 T.O’Connor 56                                                                                          |
| Real Madryt – FC Dinamo Bukareszt 4:1 i 0:1 1 17.09 1975 1:0 Santillana 9, 2:0 Roberto Martinez 62, 3:0 Netzer 73, 3:1 Lucescu 75, 4:1 Santillana 88 2 01.10 1975 0:1 Satmareanu 33                                                                                   |
| Ruch Chorzów – Kuopion Palloseura 5:0 i 2:2 1 17.09 1975 1:0 Marx 6, 2:0 Bula 12k, 3:0 Benigier 27, 4:0 Marx 59, 5:0 Kopicera 66 2 01.10 1975 1:0 Chojnacki 12, 1:1 Törnross 55, 1:2 Heiskanen 60, 2:2 R.Faber 75 (mecz w Mikkeli)                                    |
| Slovan Bratysława – Derby County 1:0 i 0:3 1 17.09 1975 1:0 Masný 58 2 01.10 1975 0:1 Bourne 40, 0:2 Lee 78, 0:3 Lee 82 |
| Újpest – FC Zürich 4:0 i 1:5 1 17.09 1975 1:0 Fazekas 10, 2:0 A.Dunai II 12, 3:0 A.Tóth 56k, 4:0 Kelemen 78 2 01.10 1975 0:1 Katić 2, 0:2 Risi 23, 0:3 Risi 38, 0:4 Kuhn 45, 1:4 L.Nagy I 57, 1:5 Risi 83                                                             |
| RWD Molenbeek – Viking FK 3:2 i 1:0 1 17.09 1975 0:1 T.Johannessen 23, 1:1 Boskamp 36, 2:1 Teugels 55, 3:1 Wellens 68, 3:2 Kvia 89 2 01.10 1975 1:0 B.Nielsen 48 |
| Omonia Nikozja – Íþróttabandalag Akraness 2:1 i 0:4 1 21.09 1975 0:1 Alfredsson 42, 1:1 Philippos 49, 2:1 Mavris 57 2 28.09 1975 0:1 M.Hallgrimsson 16, 0:2 T.Thordarsson 50, 0:3 M.Hallgrimsson 61, 0:4 K.Thordarsson 79 (mecz w Reykjaviku)                         |

## II runda
| SL Benfica – Újpest 5:2 i 1:3 1 22.10 1975 1:0 Sheu 16, 1:1 A.Dunai II 20, 2:1 Vitor Baptista 31, 3:1 Sheu 37, 3:2 Fazekas 61, 4:2 Toni 75, 5:2 Vitor Baptista 89 2 05.11 1975 0:1 Bene 3, 0:2 Bene 54, 0:3 L.Nagy I 65, 1:3 Nene 73         |
| Borussia Mönchengladbach – Juventus F.C. 2:0 i 2:2 1 22.10 1975 1:0 Heynckes 27, 2:0 Simonsen 36 (mecz w Düsseldorfie) 2 05.11 1975 0:1 Gori 35, 0:2 Bettega 62, 1:2 Danner 70, 2:2 Simonsen 88                                              |
| Derby County – Real Madryt 4:1 i 1:5 (dog) 1 22.10 1975 1:0 George 9, 2:0 George 15k, 2:1 Pirri 25, 3:1 Nish 42, 4:1 George 78k 2 05.11 1975 0:1 Martinez 3, 0:2 Nish 51s, 0:3 Santillana 55, 1:3 Georg 62, 1:4 Pirri 83k, 1:5 Santillana 99 |
| Dynamo Kijów – Íþróttabandalag Akraness 3:0 i 2:0 1 22.10 1975 1:0 Burjak 27, 2:0 Oniszczenko 31, 3:0 Burjak 58 2 05.11 1975 1:0 Oniszczenko 5, 2:0 Gunnlaugsson 65s (mecz w Reykjaviku)                                                     |
| Hajduk Split – RWD Molenbeek 4:0 i 3:2 1 22.10 1975 1:0 Żungul 23, 2:0 Rożić 30, 3:0 Šurjak 40, 4:0 Mijač 73 2 05.11 1975 0:1 Teugels 29, 1:1 Šurjak 69, 2:1 Żungul 76, 2:2 Nielsen 79k, 3:2 Jovanić 85                                      |
| Malmö FF – Bayern Monachium 1:0 i 0:2 1 22.10 1975 1:0 T.Larsson 27 2 05.11 1975 0:1 Dürnberger 59k, 0:2 Torstensson 77 |
| Ruch Chorzów – PSV Eindhoven 1:3 i 0:4 1 22.10 1975 1:0 Bula 11, 1:1 Lubse 57, 1:2 Edström 70, 1:3 R.van de Kerkhof 75 2 05.11 1975 0:1 R.van de Kerkhof 12, 0:2 van der Kuylen 22, 0:3 van der Kuylen 28, 0:4 Lubse 69                      |
| AS Saint-Étienne – Rangers 2:0 i 2:1 1 22.10 1975 1:0 H.Revelli 28, 2:0 Bathenay 89 2 05.11 1975 1:0 Rocheteau 63, 2:0 H.Revelli 70, 2:1 MacDonald 88                                                                                        |

## 1/4 finału
| SL Benfica – Bayern Monachium 0:0 i 1:5 1 03.03 1976 2 17.03 1976 0:1 Dürnberger 50, 0:2 Dürnberger 55, 0:3 Rummenigge 68, 1:3 Barros 70, 1:4 Müller 73, 1:5 Müller 83                             |
| Borussia Mönchengladbach – Real Madryt 2:2 i 1:1 1 03.03 1976 1:0 Jensen 2, 2:0 Wittkamp 27, 2:1 R.Martinez 45, 2:2 Pirri 61 (mecz w Düsseldorfie) 2 17.03 1976 1:0 Heynckes 25, 1:1 Santillana 51 |
| Dynamo Kijów – AS Saint-Étienne 2:0 i 0:3 (dog) 1 03.03 1976 1:0 Końkow 21, 2:0 Błochin 54 (mecz w Symferopolu) 2 17.03 1976 0:1 H.Revelli 65, 0:2 Larque 73, 0:3 Rocheteau 107                    |
| Hajduk Split – PSV Eindhoven 2:0 i 0:3 (dog) 1 03.03 1976 1:0 Mijač 8, 2:0 Šurjak 31 2 17.03 1976 0:1 Dahlqvist 61, 0:2 Lubse 65, 0:3 van der Kuylen 102                                           |

## 1/2 finału
| Real Madryt – Bayern Monachium 1:1 i 0:2 1 31.03 1976 1:0 R.Martinez 7, 1:1 G.Müller 42 2 14.04 1976 0:1 G.Müller 9, 0:2 G.Müller 31 |
| AS Saint-Étienne – PSV Eindhoven 1:0 i 0:0 1 31.03 1976 1:0 Larque 15 2 14.04 1976                                                   |

## Finał
| 12 maja 1976 Glasgow Hampden Park (54 684) Bayern Monachium – AS Saint-Étienne 1:0 (0:0) Sędzia: Karoly Palotai (Węgry) Bramki: 1:0 Franz Roth 57 Fußball-Club Bayern München (trener Dettmar Cramer): Sepp Maier– Johnny Hansen, Hans-Georg Schwarzenbeck, Franz Beckenbauer (kapitan), Udo Horsmann, Bernd Dürnberger, Franz Roth, Hans-Josef Kapellmann, Karl Heinz Rumennige, Gerd Müller, Ulrich Hoeness Association Sportive de Saint-Étienne Loire (trener Robert Herbin): Ivan Ćurković – Pierre Repellini, Oswaldo Piazza, Christian Lopez, Gérard Janvion, Dominique Bathenay, Jacques Santini, Jean-Michel Larqué (kapitan), Patrick Revelli, Hervé Revelli, Christian Sarramagna (82 Dominique Rocheteau) |